# هاكسو ريدج

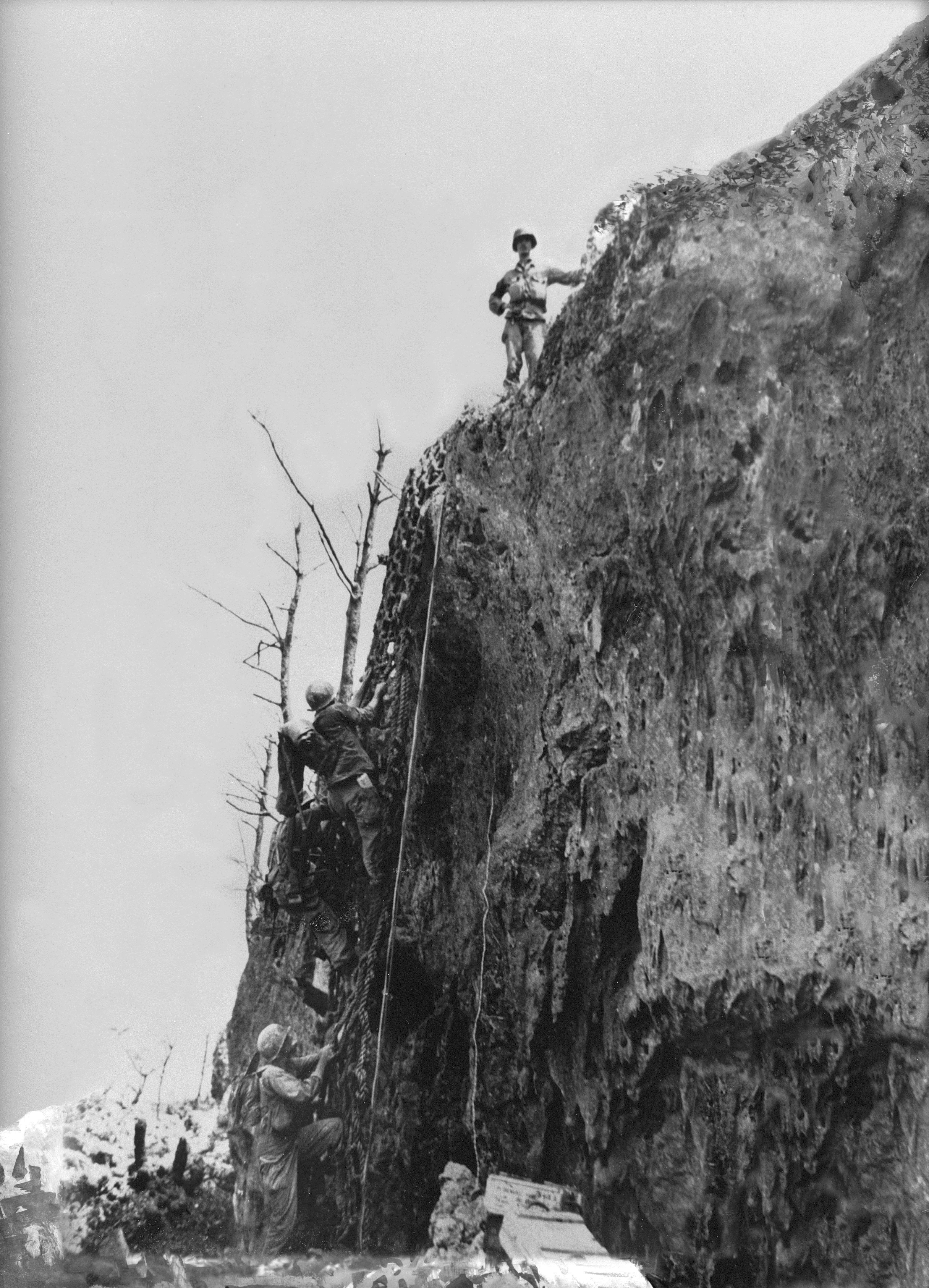
دوس على رأس جرف مايدا في 4 مايو 1945

هاكسو ريدج أو مرتفع المنشار (بالإنجليزية: Hacksaw Ridge)‏ هو فيلم حربي سيرة ذاتية أمريكي إنتاج عام 2016 مأخوذ من الفيلم الوثائقي المستنكف الضميري The Conscientious Objecter يركز الفيلم على السيرة الذاتية لجندي في الحرب العالمية الثانية من خلال تجارب ديزموند دوس الذي عمل على جبهات القتال كمسعف قتالي مسالم لا يستخدم السلاح لأنه يعتنق مبادئ المذهب السبتي المسيحي الذي يعارض حمل أو استخدام الأسلحة من أي نوع كانت. دوس أصبح أول المستنكفين الضميريين الذين حصلوا على وسام الشرف لخدمة تتجاوز نداء الواجب.
الفيلم من إخراج ميل جيبسون، كتابة أندرو نايت وروبرت شنكان ومن بطولة أندرو غارفيلد وسام وورثنكنون ولوقا برايسي و وتيريزا بالمرو هوغو ويفنغ وريتشل غريفيث وفينس فون.

## تاريخ العرض الأول
كان العرض الأول للفيلم في العالم يوم 4 سبتمبر 2016 من خلال مهرجان البندقية السينمائي الثاث والسبعون، حيث استقبل بحفاوة بالغة. وتم عرض الفيلم في أستراليا في 3 تشرين الثاني / نوفمبر عام 2016 وقامت بتوزيعه شركة أيقون لتوزيع الأفلام. وفي الولايات المتحدة في 4 تشرين الثاني / نوفمبر 2016, من قبل سمت اإنترتاينمنت. وفي مهرجان البندقية السينمائي  حيث حصل على تصفيق لمدة 10 دقيقة تعبيرا عن الحفاوة البالغة.

## درجة نجاح الفيلم

### شباك التذاكر
اعتبارا من 27 نوفمبر 2016
، حقق الفيلم 52.2 مليون دولار في أمريكا الشمالية و14.5 مليون دولار في البلدان الأخرى ليصل مجموع مداخيله العالمية إلى 66.7 مليون دولار مقابل ميزانية قدرها 40 مليون دولار.

### الاستجابة النقدية
تلقى الفيلم نقد إيجابي بشكل عام من نقاد السينما. حصل في موقع الطماطم الفاسدة على تأييد 86% بناء على 160 تقييم، مع متوسط تصنيف7.2 من 10. وعلق الموقع على الفيلم بقوله" "استخدم الفيلم آحداث حقيقية لشخصية سلمية تاريخية لوضع اسس واقعية للعمل السلمي في أيام الحرب دفعاعا عن المعتقد والإيمان والشجاعة في الدفاع عن المبادئ الشخصية".

### الأوسمة
| الأوسمة والترشيحات                   | الأوسمة والترشيحات             | الأوسمة والترشيحات                        | الأوسمة والترشيحات                                                    | الأوسمة والترشيحات | الأوسمة والترشيحات |
| Award                                | تاريخ الاحتفال                 | الفئة                                     | المستفيد                                                              | النتيجة            | المراجع            |
| ------------------------------------ | ------------------------------ | ----------------------------------------- | --------------------------------------------------------------------- | ------------------ | ------------------ |
| جائزة أكاديمية السينما الأسترالية    | 5 ديسمبر / كانون الأول 2016    | أفضل فيلم                                 | بيل ميكانيك دابفيد بيرمونت بول كووري بروس دليفي                       |                    | [ 15 ] [ 16 ]      |
| جائزة أكاديمية السينما الأسترالية    | 5 ديسمبر / كانون الأول 2016    | أفضل مخرج                                 | ميل غيبسون                                                            | لم تصدر            | [ 15 ] [ 16 ]      |
| جائزة أكاديمية السينما الأسترالية    | 5 ديسمبر / كانون الأول 2016    | أفضل نص سينمائي                           | أندرو نايت روبرت تشينكان                                              | لم تصدر            | [ 15 ] [ 16 ]      |
| جائزة أكاديمية السينما الأسترالية    | 5 ديسمبر / كانون الأول 2016    | أفضل ممثل                                 | أندرو غارفيلد                                                         | لم تصدر            | [ 15 ] [ 16 ]      |
| جائزة أكاديمية السينما الأسترالية    | 5 ديسمبر / كانون الأول 2016    | أفضل ممثلة                                | تيريزا بالمر                                                          | لم تصدر            | [ 15 ] [ 16 ]      |
| جائزة أكاديمية السينما الأسترالية    | 5 ديسمبر / كانون الأول 2016    | أفضل ممثل بدور ثانوي                      | هوغو ويفنغ                                                            | لم تصدر            | [ 15 ] [ 16 ]      |
| جائزة أكاديمية السينما الأسترالية    | 5 ديسمبر / كانون الأول 2016    | أفضل ممثلة بدور ثانوي                     | رايتشل غريفيث                                                         | لم تصدر            | [ 15 ] [ 16 ]      |
| جائزة أكاديمية السينما الأسترالية    | 5 ديسمبر / كانون الأول 2016    | أفضل تصوير سينمائي                        | سايمون داغن                                                           | لم تصدر            | [ 15 ] [ 16 ]      |
| جائزة أكاديمية السينما الأسترالية    | 5 ديسمبر / كانون الأول 2016    | أفضل تحرير                                | جون غيلبيرت                                                           | لم تصدر            | [ 15 ] [ 16 ]      |
| جائزة أكاديمية السينما الأسترالية    | 5 ديسمبر / كانون الأول 2016    | أفضل صوت                                  | آندرو رايت روبرت ماكنزي كيفن أوكونيل ماريو فاكارو تارا ويب بيتر غرايس | لم تصدر            | [ 15 ] [ 16 ]      |
| جائزة أكاديمية السينما الأسترالية    | 5 ديسمبر / كانون الأول 2016    | أفضل انتاج                                | باري روبنسون                                                          | لم تصدر            | [ 15 ] [ 16 ]      |
| جائزة أكاديمية السينما الأسترالية    | 5 ديسمبر / كانون الأول 2016    | أفضل تصميم أزياء                          | ليزي غاردنير                                                          | لم تصدر            | [ 15 ] [ 16 ]      |
| جائزة أكاديمية السينما الأسترالية    | 5 ديسمبر / كانون الأول 2016    | آفضل تسريح شعر والتجميل                   | شاين توماس لاري فان دوينهوفن                                          | لم تصدر            | [ 15 ] [ 16 ]      |
| كاميرا إيميج                         | تشرين الثاني / نوفمبر 19, 2016 | جائزة الضفدعة الذهبية لأفضل انتاج سينمائي | سايمون داغن                                                           | [ 17 ]             | ترشيح              |
| جائزة هوليوود السينمائية Film Awards | 6 تشرين الثاني / نوفمبر, 2016  | جائزة هوليوود للإخراج                     | ميل غيبسون                                                            | [ 18 ]             | فاز                |
| جائزة هوليوود السينمائية Film Awards | 6 تشرين الثاني / نوفمبر, 2016  | جائزة هوليوود للتحرير السينمائي           | جون غيلبيرت                                                           | [ 18 ]             | فاز                |
| جائزة هوليوود السينمائية Film Awards | 6 تشرين الثاني / نوفمبر, 2016  | جائزة هوليوود للتجميل                     | شاين توماس انجيلا كونتي بيك تايلور نوريكو وازتنابي                    | [ 18 ]             | فاز                |
| جائزة هوليوود للموسيقى السينمائية    | 17,تشرين الثاني / نوفمبر 2016  | أفضل فيلم أصلي                            | روبرت غريغسون ويليامس                                                 | [ 19 ] [ 20 ]      | ترشيح              |

## روابط خارجية
- هاكسو ريدج على موقع IMDb (الإنجليزية)
- هاكسو ريدج على موقع ميتاكريتيك (الإنجليزية)
- هاكسو ريدج على موقع روتن توميتوز (الإنجليزية)
- هاكسو ريدج على موقع نتفليكس (الإنجليزية)
- هاكسو ريدج على موقع قاعدة بيانات الأفلام العربية
- هاكسو ريدج على موقع ألو سيني (الفرنسية)
- هاكسو ريدج على موقع أول موفي (الإنجليزية)
- هاكسو ريدج على موقع بوكس أوفيس موجو (الإنجليزية)
- هاكسو ريدج على موقع فيلمافينيتي (الإسبانية)
- هاكسو ريدج على موقع قاعدة بيانات الأفلام السويدية (السويدية)